# Эрлан
Эрлан или Эрлан-шэнь (кит. трад. 二郎神, пиньинь: èr láng shén, букв. «бог — второй сын») — божество китайского даосско-буддистского пантеона, бог-драконоборец, контролирующий разлив рек, и величайший воин Небес. Персонаж ряда классических легенд, включая «Возвышение в ранг духов» и «Путешествие на Запад». Основной атрибут — всевидящий третий глаз.
По происхождению — обожествлённая версия нескольких полумифических героев, восходящих к легендам династий Цинь, Суй и Цзинь. Поздние буддистские источники описывают его как второго сына Северного Небесного Царя Вайшраваны, что до некоторой степени ассоциирует его с Мучжа, вторым братом малолетнего божества Нэчжа.
В мифороманах династии Мин «Возвышение в ранг духов» и «Путешествие на Запад», а также в легенде о Лотосовом Светильнике Эрлан-шэнь предстаёт как племянник Нефритового императора, причём в последних он является вторым сыном от запрещенной связи сестры Нефритового императора со смертным человеком.